# Oyndarfjørður
Oyndarfjørður is een dorp dat behoort tot de gemeente Runavíkar kommuna in het noordoosten van het eiland Eysturoy op de Faeröer. Oyndarfjørður heeft 180 inwoners. Oyndarfjørður ligt aan het gelijknamige fjord. De postcode is FO 690.

## Externe link

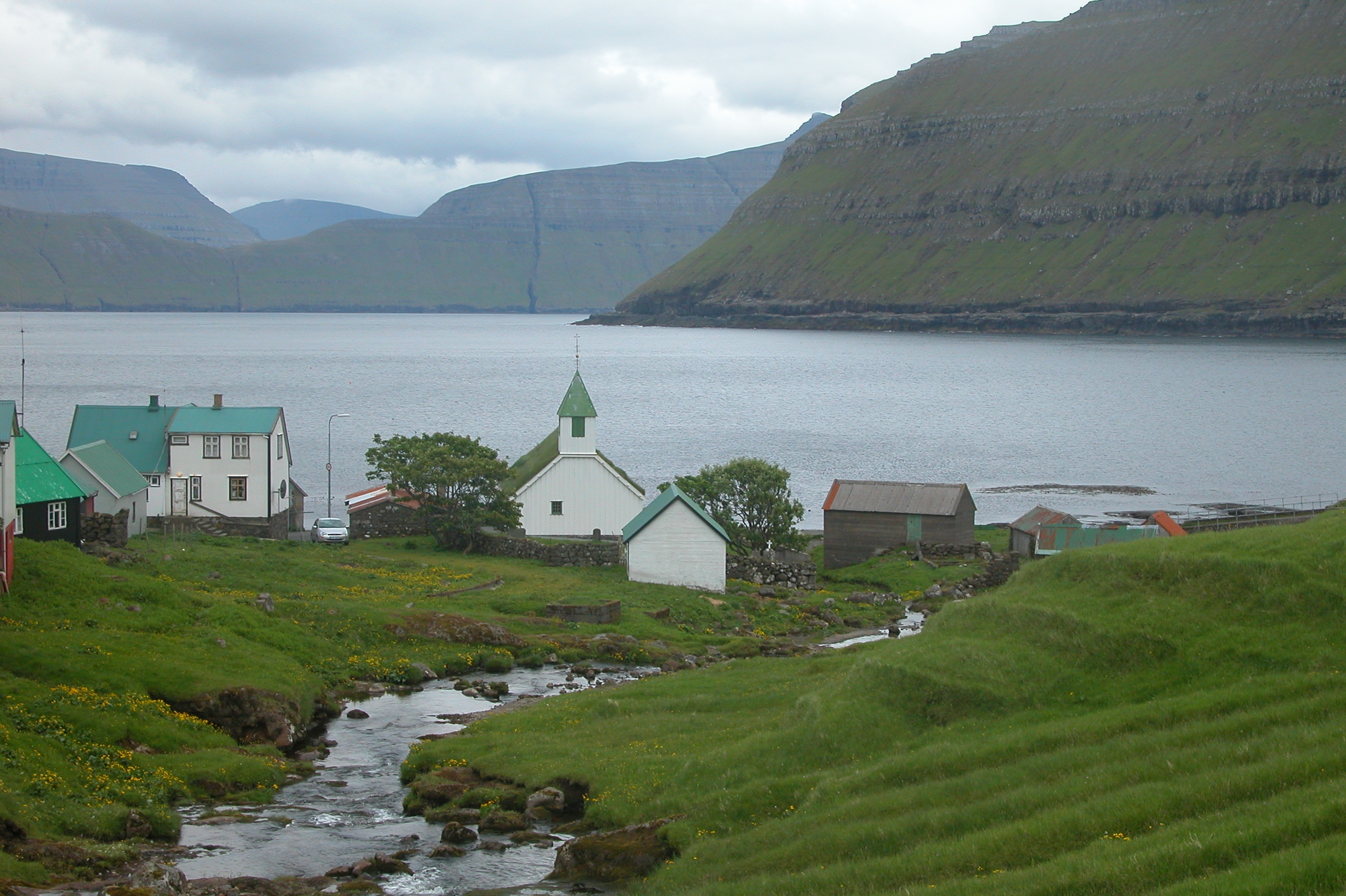